# Udaipur (Madhya Pradesh)
Udaipur, manchmal auch Udayapur, (Hindi: ग्यारसपुर) ist ein ca. 6.500 Einwohner zählender Ort im indischen Bundesstaat Madhya Pradesh; er ist bekannt wegen seines mittelalterlichen Tempelbezirks.

## Lage und Klima
Udaipur liegt gut 70 km nordöstlich von Vidisha bzw. etwa 20 km östlich von Basoda in einer Höhe von ca. 430 m. Das Klima ist warm; Regen (ca. 1200 mm/Jahr) fällt nahezu ausschließlich während der sommerlichen Monsunzeit.

## Bevölkerung
Die überwiegend Hindi sprechende Bevölkerung Udaipurs besteht zu etwa 95 % aus Hindus und zu ca. 5 % aus Moslems. Wie bei Volkszählungen im Norden Indiens üblich, liegt der männliche Bevölkerungsanteil etwa 12 % höher als der weibliche.

## Wirtschaft
Der Ort und seine Umgebung sind in hohem Maße landwirtschaftlich geprägt; im Ort selbst gibt es einige Handwerker, Kleinhändler und Dienstleister.

## Geschichte
Im Mittelalter gehörte der Ort zum Herrschaftsgebiet der Paramara-Dynastie, deren König Udayaditya (reg. 1070–1087) hier einen Shiva-Tempel erbauen ließ, der die islamische Invasion in Nordindien – anders als die nahegelegenen Tempel von Pathari-Badoh und Eran – nahezu unbeschadet überstanden hat.

## Sehenswürdigkeiten

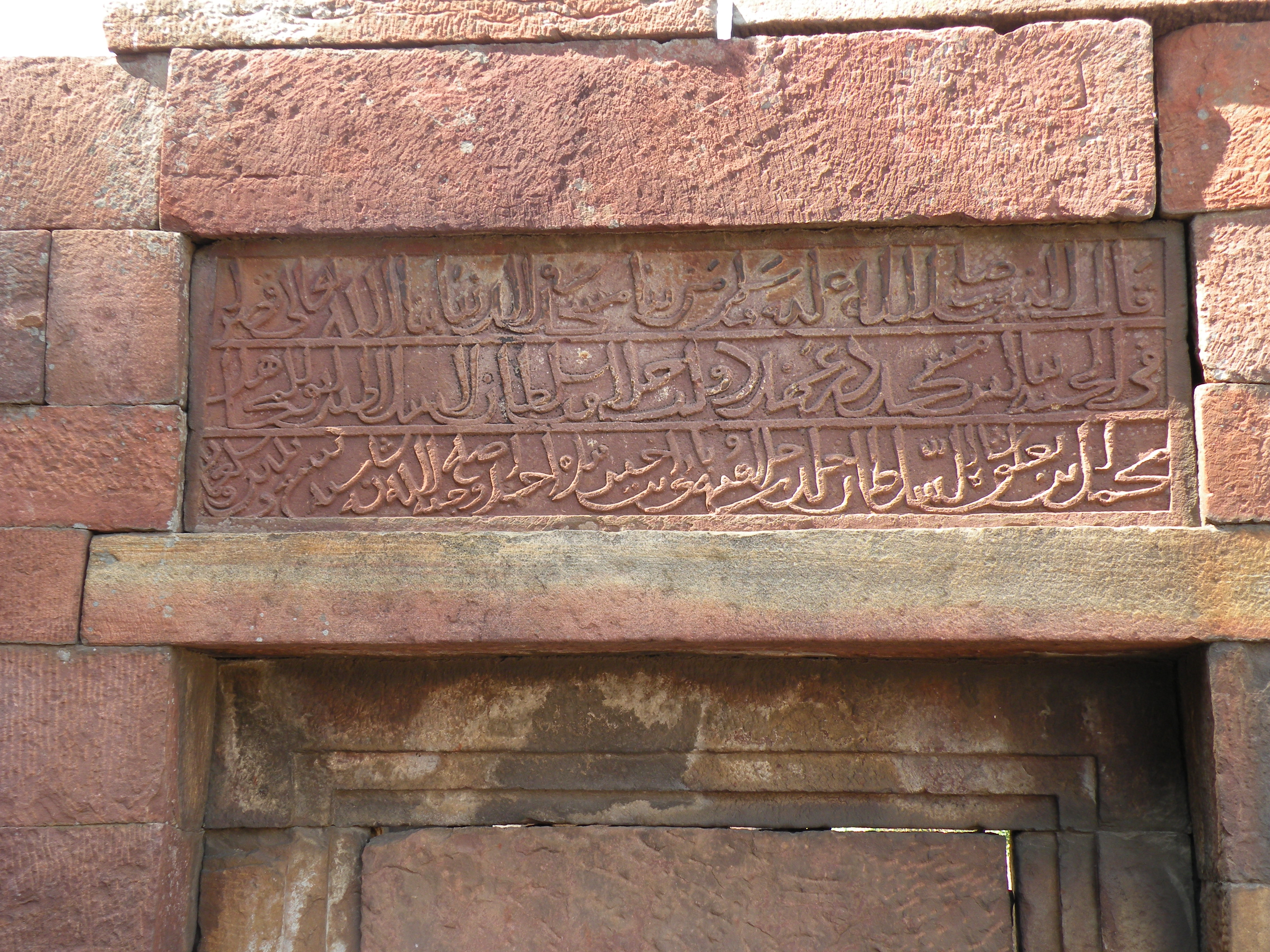
Islamische Inschrift

- Hauptsehenswürdigkeit ist der am Ortsrand innerhalb eines mit Steinplatten bedeckten ummauerten Hofes stehende Udayeshwara-Tempel (oder auch Nilakanteshwara-Mahadeva-Tempel) aus dem 11. Jahrhundert. Der Tempel besteht aus einer mit drei von Balkonen (jharokhas) begleiteten Eingängen ausgestatteten Vorhalle (mandapa), innerhalb derer sich ein kniender Nandi-Bulle befindet, und einer von einem reich gegliederten mächtigen Shikhara-Turm überhöhten Cella (garbhagriha), in welcher ein ikonischer Shiva-Lingam innerhalb einer yoni-Einfassung steht. Das pyramidenförmige, aber insgesamt eher flache Dach der Vorhalle ist mehrfach abgestuft (die kleinen Dächer über den Eingängen wurden entweder zerstört oder sind unvollendet geblieben);Islamische Inschrift im Kontrast dazu steht der hoch aufragende und mit zahlreichen kleinen Begleittürmchen (urushringas) versehene Shikhara, der in einem gerippten Ringstein (amalaka) mit aufsitzendem Krug (kalasha) endet. Die Nischen der Außenwände zeigen mehrere Aspekte Shivas (darunter Ardhanarishvara), aber auch andere Götterfiguren aus dem shivaitischen Spektrum (z. B. Chamunda).
- Im großen Moscheehof stehen noch weitere Kleintempel und Schreine; in den Steinplatten des Hofes sind an einigen Stellen kleine Pachisi-Spielfelder eingeritzt.
- Seitlich des Shikhara-Turms befindet sich eine kleine, im Auftrag von Muhammad bin Tughluq (reg. 1325–1351) errichtete, Moscheemauer. Dort haben sich zwei Steininschriften aus den Jahren 1336/37 und 1338/39 erhalten.